# Teddy Purcell
Edward „Teddy“ Purcell (* 8. September 1985 in St. John’s, Neufundland) ist ein ehemaliger kanadischer Eishockeyspieler und derzeitiger -scout, der im Verlauf seiner aktiven Karriere zwischen 2004 und 2018 unter anderem 599 Spiele für die Los Angeles Kings, Tampa Bay Lightning, Edmonton Oilers und Florida Panthers in der National Hockey League (NHL) auf der Position des rechten Flügelstürmers bestritten hat. Purcell ist mit der Beachvolleyball-Olympiasiegerin Alexandra Klineman liiert.

## Karriere

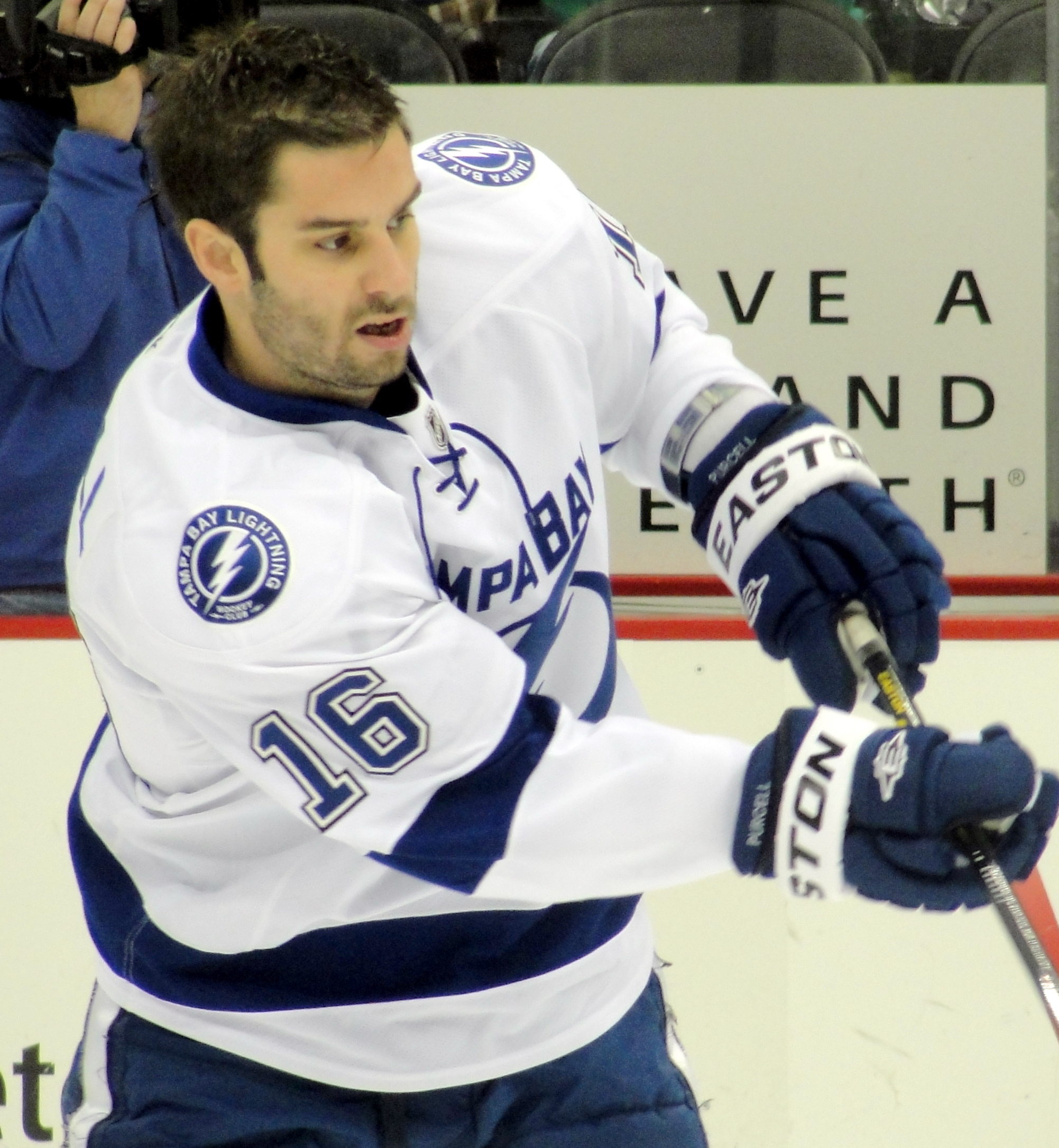
Purcell im Trikot der Tampa Bay Lightning (2012)

Teddy Purcell begann seine Karriere als Eishockeyspieler bei den Notre Dame Hounds, für die er in der Saison 2003/04 in der Saskatchewan Junior Hockey League (SJHL) aktiv war. Nach zwei Spielzeiten bei den Cedar Rapids RoughRiders aus der United States Hockey League (USHL) und dem Gewinn der Meisterschaft in Form des Clark Cups im Jahr 2005, lief der Angreifer in der Saison 2006/07 für die Mannschaft der University of Maine im Spielbetrieb der National Collegiate Athletic Association (NCAA) auf. Dort wurde er auf Anhieb zum Rookie of the Year der Hockey East gewählt und ins All-Rookie Team der Division berufen.
Purcell, der nie zuvor gedraftet worden war, wurde Ende April 2007 als Free Agent von den Los Angeles Kings aus der National Hockey League (NHL) verpflichtet, für die er in der Saison 2007/08 insgesamt drei Scorerpunkte, darunter ein Tor, in zehn Spielen in der NHL erzielte. Den Großteil der Saison verbrachte er jedoch bei deren Farmteam, den Manchester Monarchs, aus der American Hockey League (AHL), für die er in 67 Spielen 83 Scorerpunkte, darunter 25 Tore, verbuchte. Damit war er der Spieler mit den drittmeisten Scorerpunkten in der AHL. Neben der Berufung ins AHL First All-Star Team und AHL All-Rookie Team erhielt der Angreifer auch den Dudley „Red“ Garrett Memorial Award als bester Liganeuling. In der Saison 2008/09 stand Purcell in 38 Spielen, in denen er 38 Scorerpunkte erreichte, für die Monarchs in der AHL auf dem Eis, sowie in 40 Spielen, in denen er 16 Scorerpunkte erzielte, für die Kings in der NHL.
Purcell startete die Saison 2009/10 bei den Los Angeles Kings in der NHL und schoss in 41 Spielen drei Tore. Des Weiteren gab er drei Torvorlagen und sammelte damit insgesamt sechs Punkte. Am 3. März 2010 transferierten ihn die Kings im Tausch für Jeff Halpern zu den Tampa Bay Lightning. Bis zum Saisonende schoss er in 19 Spielen für die Lightning drei Tore und gab sechs Torvorlagen. Bei den Lightning war der Angreifer die folgenden vier Jahre aktiv. Mit 65 Scorerpunkten absolvierte er in der Saison 2011/12 sein erfolgreichstes NHL-Jahr. Im Juni 2014 tauschten sie Purcell gegen Sam Gagner von den Edmonton Oilers. Eineinhalb Jahre später, im Februar 2016, wechselte Purcell erneut im Tausch für ein Drittrunden-Wahlrecht im NHL Entry Draft 2016 zu den Florida Panthers. Dort beendete der Kanadier die Saison und kehrte im Anschluss als Free Agent zu den Los Angeles Kings zurück. Dort wurde sein auslaufender Vertrag nach der Saison 2016/17, die er hauptsächlich bei den Ontario Reign in der AHL verbracht hatte, nicht verlängert.
Zwischen Oktober 2017 und Mai 2018 stand er beim HK Awangard Omsk aus der Kontinentalen Hockey-Liga (KHL) unter Vertrag und absolvierte für den Klub 28 KHL-Partien. Nach der Saison 2017/18 trat Purcell im professionellen Eishockey nicht mehr als Spieler in Erscheinung. Erst nach einer mehrjährigen Pause wurde er vor der Spielzeit 2022/23 als Scout von den Canadiens de Montréal aus der NHL angestellt.

### International

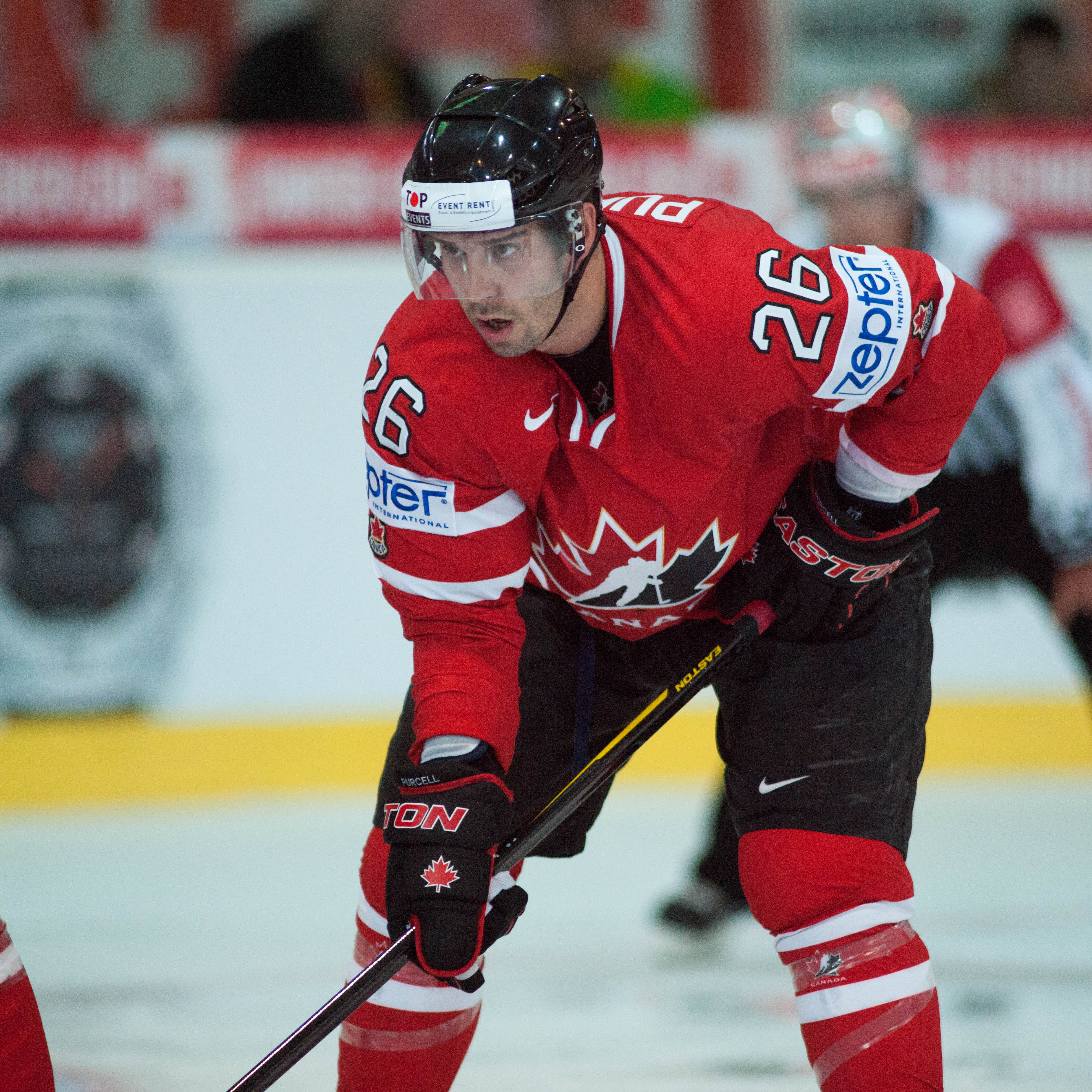
Purcell als Spieler der kanadischen Nationalmannschaft (2012)

Mit der kanadischen Nationalmannschaft nahm Purcell an der Weltmeisterschaft 2012 teil. Dort sammelte der Stürmer in acht Turniereinsätzen zwei Scorerpunkte. Die kanadische Mannschaft belegte nach einer Niederlage im Viertelfinale den fünften Platz und blieb ohne Medaille.

## Erfolge und Auszeichnungen
| - 2005 Clark-Cup-Gewinn mit den Cedar Rapids RoughRiders - 2007 Hockey East Rookie of the Year - 2007 Hockey East All-Rookie Team - 2008 Teilnahme am AHL All-Star Classic - 2008 AHL All-Star Classic MVP | - 2008 Dudley „Red“ Garrett Memorial Award - 2008 AHL First All-Star Team - 2008 AHL All-Rookie Team - 2009 Teilnahme am AHL All-Star Classic |

## Karrierestatistik

### International
Vertrat Kanada bei:
- Weltmeisterschaft 2012

(Legende zur Spielerstatistik: Sp oder GP = absolvierte Spiele; T oder G = erzielte Tore; V oder A = erzielte Assists; Pkt oder Pts = erzielte Scorerpunkte; SM oder PIM = erhaltene Strafminuten; +/− = Plus/Minus-Bilanz; PP = erzielte Überzahltore; SH = erzielte Unterzahltore; GW = erzielte Siegtore; 1 Play-downs/Relegation; Kursiv: Statistik nicht vollständig)